# Anne Marie Martinozzi

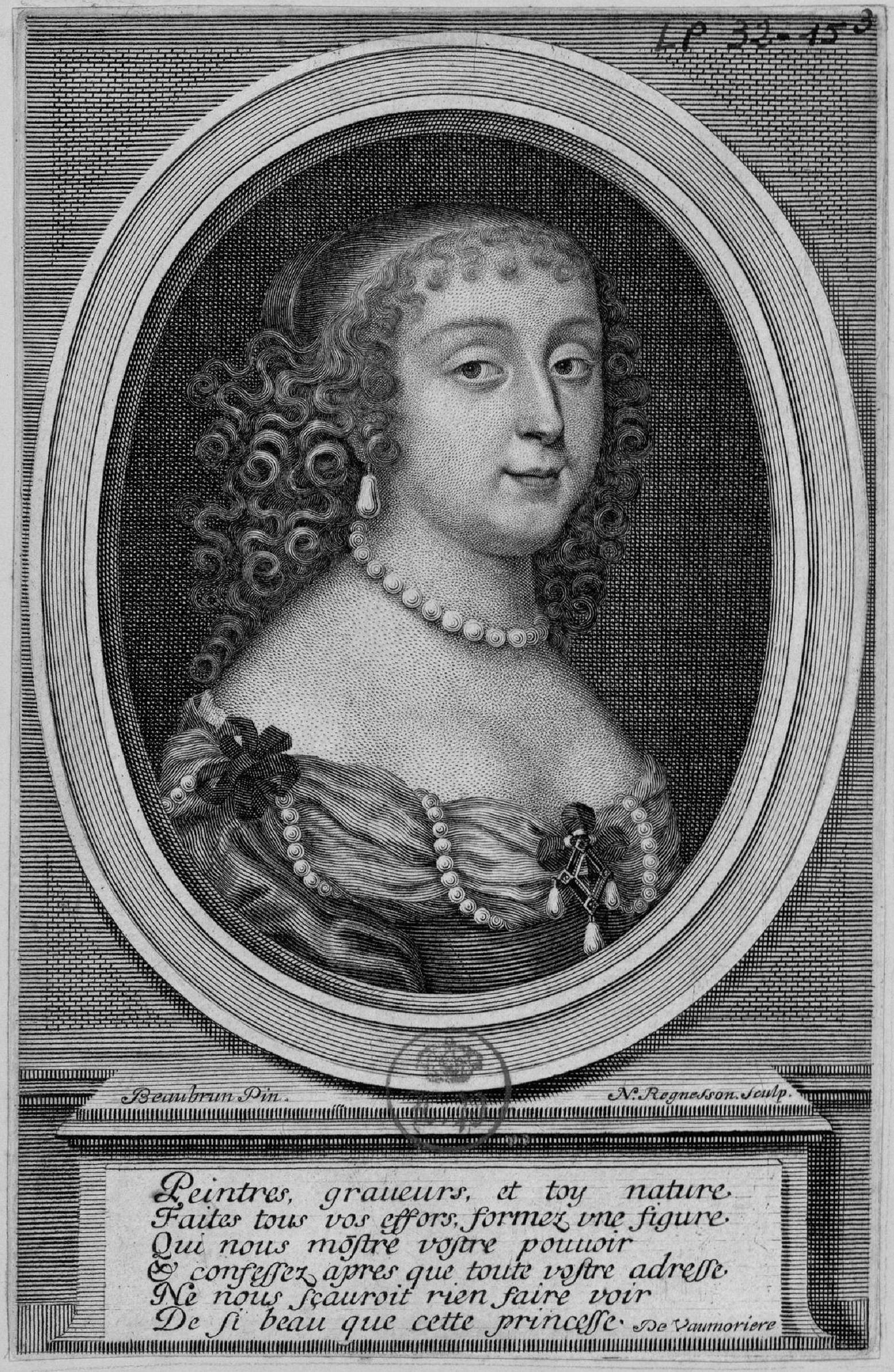
Anne Marie Martinozzi

Anne Marie Martinozzi, prinses van Conti (Rome, 1637 - Parijs, 4 februari 1672) was een Italiaanse vrouw die door haar huwelijk met prins Armand van Bourbon-Condé, prins van Conti, de prinses van Conti werd.
Ze werd geboren als dochter van Girolamo Martinozzi en Laura Margherita Mazzarini, haar moeder was de oudere zuster van kardinaal Jules Mazarin, eerste minister van Frankrijk tijdens de minderjarigheid van koning Lodewijk XIV. Haar oom, Jules, bracht haar en haar zus, Laura, naar Frankrijk. En hij nam ook haar nichtjes van moederskant mee, Laura, Maria, Olympia, Hortense en Marie Anne. Een paar van deze vrouwen zouden een kleine rol spelen in de geschiedenis. Maria werd een maîtresse van de jonge koning Lodewijk XIV, Olympia werd eveneens een maîtresse van Lodewijk XIV en de moeder van prins Eugenius van Savoye. Hortense was een periode de maîtresse van koning Karel II van Engeland.
Anne Marie huwde in 1654 met prins Armand van Bourbon-Condé. Uit dit huwelijk kwam twee kinderen voort:
- Lodewijk Armand (4 april 1661 - 9 november 1685) huwde met Marie Anne van Bourbon, een dochter van koning Lodewijk XIV van Frankrijk. Hij werd na de dood van Armand de prins van Conti.
- Frans Lodewijk (30 april 1664 - 9 februari 1709) huwde met Marie Thérèse van Bourbon. Werd na de dood van zijn broer, Lodewijk Armand, de nieuwe prins van Conti